# Serra da Aveleira
A Serra da Aveleira situa-se no distrito de Coimbra, entre a Serra da Lousã e a Serra do Açor.
Esta serra faz a separação dos concelhos de Arganil e Pampilhosa da Serra, tendo uma altitude máxima de 839 metros. O seu nome deve-se à aldeia da Aveleira, situada nas suas encostas.